# Estoril Open 2005
L'Estoril Open 2005 è stato un torneo di tennis giocato sulla terra rossa.
È stata la 16ª edizione dell'Estoril Open, che fa parte della categoria International Series  nell'ambito dell'ATP Tour 2005, e della Tier IV nell'ambito del WTA Tour 2005. 
Sia il torneo maschile che quello femminile si sono giocati all'Estoril Court Central di Oeiras in Portogallo, dal 25 aprile al 2 maggio 2005.

## Campioni

### Singolare maschile
Gastón Gaudio ha battuto in finale  Tommy Robredo con il punteggio di 6–1, 2–6, 6–1

### Singolare femminile
Lucie Šafářová ha battuto in finale  Li Na con il punteggio di 6(4)–7 6–4, 6–3

### Doppio maschile
František Čermák /  Leoš Friedl hanno battuto in finale  Juan Ignacio Chela /  Tommy Robredo con il punteggio di 6–3, 6–4

### Doppio femminile
Li Ting /  Sun Tiantian hanno battuto in finale  Michaëlla Krajicek /  Henrieta Nagyová con il punteggio di 6–3, 6–1